# Branoslavci
Branoslavci – wieś w Słowenii, w gminie Ljutomer. W 2018 roku liczyła 173 mieszkańców.